# Lodger (Album)
Lodger ist ein Musikalbum von David Bowie aus dem Jahr 1979 und das letzte der drei aufeinanderfolgenden Alben, bei denen er mit Brian Eno zusammenarbeitete. Es folgt auf Bowies Berliner Zeit (die Bezeichnung Berlin-Trilogie für die drei Alben ist daher irreführend) und wurde in den Mountain Studios, Montreux, Schweiz und Record Plant Studios, New York City aufgenommen und am 18. Mai 1979 veröffentlicht.
Es erreichte Platz 4 in UK sowie Platz 20 der amerikanischen Billboard-Charts und Platzierungen in weiteren Ländern.
Das Album enthält zehn Songs. 1991 erschien es auf CD mit den Bonustracks I Pray, Olé, der auch 1979 von Bowie geschrieben wurde, aber erst 1991 durch diese CD erstmals erschien sowie eine neu aufgenommene Version von Look Back in Anger aus dem Jahre 1988.
Viele Songs sind wie bei den beiden Vorgängern Low und “Heroes” hauptsächlich von David Bowie und Brian Eno geschrieben.

## Stil
Obwohl Lodger als drittes Album der „Berlin-Trilogie“ gilt, beinhaltet es viele neue Elemente, die Bowie bei seinen vorherigen Alben nicht einbaute. Es wurden neue musikalische Experimente hinzugezogen, die mitunter erst nach mehrmaligem Hören auffallen.
Der erste Song Fantastic Voyage ist ein relativ ruhiges Klavierstück mit weichem Schlagzeug. Weiter geht es mit dem Song African Night Flight, in dem Bowie erstmals, inspiriert von einer Kenia-Reise, afrikanische Klänge verwendet. Danach folgt der Song Move on. In Yassassin sind Elemente türkischer Musik zu hören, Violineneinlagen mit orientalischen Effekten. Nach dem von Krautrockbands wie Neu! inspirierten Red Sails folgen D.J., das etwas an Bowies Hit „TVC 15“ aus dem Jahre 1976 erinnert und das rockige Look Back in Anger. Boys Keep Swinging, die erste Singleauskopplung aus Lodger, kam Mitte 1979 bis in die englischen Top 10. Zuletzt kommen die Songs Repetition und Red Money, welche im New-Wave-Stil gehalten sind.

## Cover
Für das Cover-Design arbeitete David mit dem britischen Pop-Künstler Derek Boshier zusammen. Auf der Außenseite des Gatefold-Covers ist Bowie als Unfallopfer mit scheinbar gebrochener Nase abgebildet. Für die Wirkung wurde das Bild bewusst in niedriger Auflösung mit einer Polaroid SX-70 Kamera gemacht. Das Innere des Gatefolds zeigt Bilder der Leiche von Che Guevara, Mantegnas Beweinung Christi und die Vorbereitung Bowies für das Cover-Foto. Diese Bilder wurden nicht für Rykodiscs CD-Ausgabe von 1991 verwendet.

## Rezeption
In Band 1 seiner Buchreihe Rock vergibt das Magazin eclipsed für das Werk die zweitniedrigste Kategorie Verlegenheitskauf. Das Album landet in der Gesamtschau aller Bowie-Alben in dieser Publikation auf Platz 20.

## Titelliste
Alle Texte von David Bowie; Musik von David Bowie und Brian Eno mit den genannten Ausnahmen.
1. Fantastic Voyage – 2:55
2. African Night Flight – 2:54
3. Move On (Bowie) – 3:16
4. Yassassin (Türkisch für Langes Leben, Bowie) – 4:10
5. Red Sails – 3:43
6. DJ (Bowie, Eno, Carlos Alomar) – 3:59
7. Look Back in Anger – 3:08
8. Boys Keep Swinging – 3:17
9. Repetition (Bowie) – 2:59
10. Red Money (Bowie, Alomar) – 4:17

## Neuauflagen
Lodger wurde mehrmals als CD neu aufgelegt. Die CDs von RCA aus dem Jahr 1984 gab es in mindestens zwei Editionen: Japanische und Deutsche Pressung (zumindest einige der frühen japanischen CDs waren mangelhaft, mit schweren Aussetzern im gesamten Album). Rykodisc (in den USA) and EMI (andere Länder) gaben 1991 eine Version mit zwei Bonustracks heraus. Die letzte Ausgabe erschien 1999 bei EMI (24-bit digital remastered ohne Bonustracks); spätere Ausgaben sind lediglich neue Ausgaben der aktuellen EMI Edition.

### Bonustracks (nur auf der Neuauflage von 1991)
1. I Pray, Olé (1979 aufgenommen, hier erstmals veröffentlicht) – 3:59
2. Look Back in Anger (Neu aufgenommene Version von 1988) – 6:59

## Besetzung
- David Bowie – Gesang, Backing Vocals, Piano, Gitarre, Synthesizer, Chamberlin, Produzent
- Carlos Alomar – Gitarre, Schlagzeug
- Dennis Davis – Percussion, Bass
- George Murray – Bass
- Sean Mayes – Piano
- Simon House – Violine, Mandoline
- Adrian Belew – Gitarre, Mandoline
- Tony Visconti – Backing vocals, Gitarre, Mandoline, Bass, Produzent, Toningenieur, Abmischung
- Brian Eno – Synthesizer, Ambient-Drone, Prepared Piano, Cricket Menace, Gitarre Treatments, Trompete, Horn, Piano
- Roger Powell – Synthesizer
- Stan – Saxophon
- David Richards – Toningenieur
- Rod O’Brien – Abmischung

## Kommerzieller Erfolg

### Chartplatzierungen
| ChartsChartplatzierungen       | Höchstplatzierung | Wochen |
| ------------------------------ | ----------------- | ------ |
| Österreich (Ö3)                | 13 (4 Wo.)        | 4      |
| Vereinigte Staaten (Billboard) | 20 (15 Wo.)       | 15     |
| Vereinigtes Königreich (OCC)   | 4 (17 Wo.)        | 17     |

### Auszeichnungen für Musikverkäufe
| Land/Region                  | Auszeichnungen für Musikverkäufe (Land/Region, Auszeichnung, Verkäufe) | Verkäufe |
| ---------------------------- | ---------------------------------------------------------------------- | -------- |
| Niederlande (NVPI)           | Gold                                                                   | 50.000   |
| Vereinigtes Königreich (BPI) | Gold                                                                   | 100.000  |
| Insgesamt                    | 2× Gold ·                                                              | 150.000  |

Hauptartikel: David Bowie/Auszeichnungen für Musikverkäufe